# Sardina pilchardus

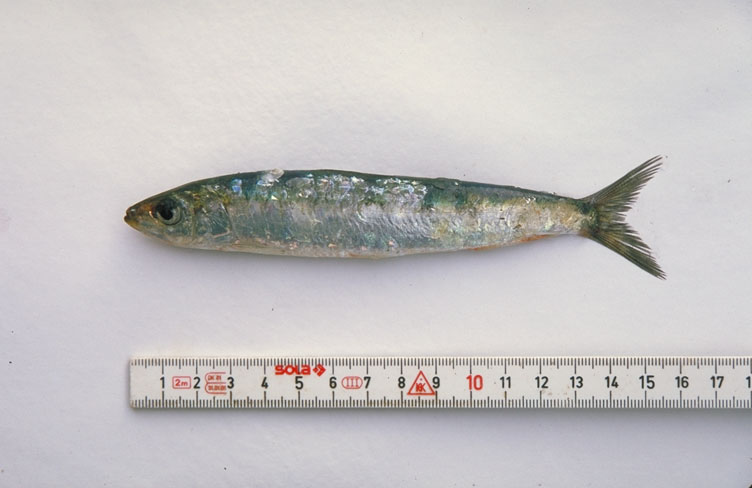

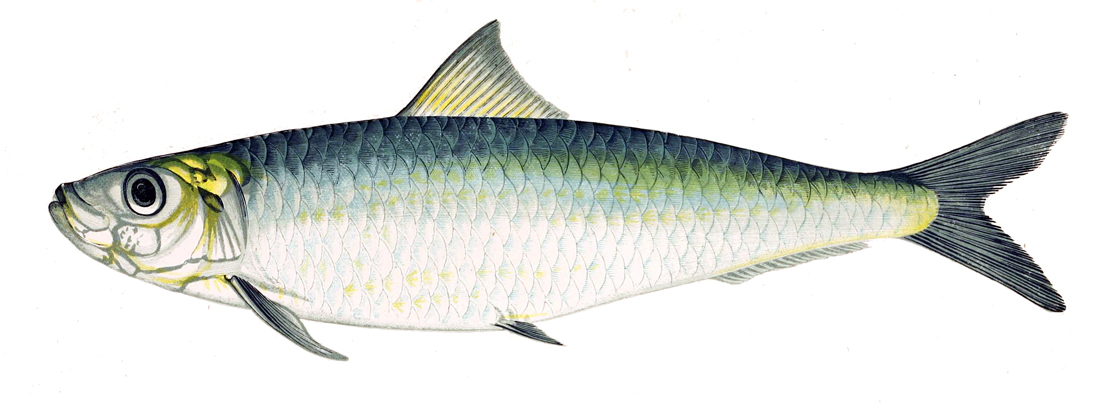
Dibujo con detalles del cuerpo.

La sardina europea o sardina común (Sardina pilchardus) es una especie de pez clupeiforme de la familia Clupeidae. Es la única especie de su género. Está estrechamente emparentada con los boquerones y arenques.

## Diagnosis
Su cuerpo es alargado, no muy comprimido. La mandíbula superior es poco o nada escotada. Los maxilares no se extienden más allá de la parte media del ojo. El ojo tiene un párpado adiposo bien desarrollado. Los dientes son pequeños o nulos. La aleta dorsal se origina más cerca del rostro que de la base de la caudal. Las pelvianas insertadas en posición abdominal, en medio de la zona ventral, bajo la dorsal. El opérculo tiene unas estrías radiadas.

## Color
Su dorso es de color gris oscuro, azul y plateado y a lo largo de los flancos presenta una banda azulada. El vientre es blanco plateado. Las aletas son incoloras, salvo la dorsal, que está un poco oscurecida.

## Otras características externas
Las escamas son caedizas y cicloideas (sin espinillas visibles a la lupa). Todos los radios son blandos. Presenta de 26 a 30 series de escamas visibles en la línea longitudinal máxima. Presenta branquiespinas en la parte interna de las branquias, que son prolongaciones que sirven para retener los pequeños organismos de los que se alimenta.

## Diferencias con especies cercanas
La sardina europea forma varias razas geográficas que alcanzan distinto tamaño y edad, dependiendo del área en que vivan. De especies como la alosa o sábalo (Alosa alosa) se diferencian en la posición de las aletas pélvicas, el número de escamas o el tamaño de la boca. Del espadín (Sprattus sprattus) se diferencia porque este tiene el opérculo liso.

## Biología

### Zona de vida
Es una especie pelágica que vive sobre la plataforma, acercándose más a la costa en la época de reproducción, en invierno se van a zonas cercanas al talud continental, de fondos de unos 150 m.

### Alimentación
Se alimenta de plancton al que filtra por medio de las branquiespinas que presenta especialmente el primer arco branquial. Algunas veces se colocan frente a corriente y van haciendo pasar el agua hasta las branquias; otra forma es nadando activamente. Cuando las sardinas se alimentan suelen desorganizar los bancos que forman.

### Tipo de puesta
Pelágica con emisión al medio de los productos sexuales.

### Costumbres
Se reúnen en grandes bancos. Los huevos permanecen formando parte del plancton una o dos semanas (depende de la temperatura); tienen un diámetro de 1,5 mm y poseen una gota de grasa. Cada hembra pone entre 50.000 y 60.000 huevos. Las larvas también son planctónicas un periodo más largo de tiempo. Paulatinamente van abandonando la vida planctónica para pasar a hábitos nectónicos, en este caso también pelágicos.

### Edad y tamaño máximo
Pueden vivir hasta 15 años y alcanzar unos 25 cm, siendo las de razas de aguas frías las más grandes y longevas.

### Migraciones
Son peces gregarios por excelencia y que realiza importantes desplazamientos. En primavera se acerca a la zona más costera y superficial y cuando llegan las aguas frías se aleja y hunde. En el pasado se describieron importantes migraciones que hoy no se reconocen; se pensaba que las sardinas nacidas en el Mar Cantábrico buscaban aguas frías, llegando hasta las costas atlánticas francesas y el Canal de la Mancha, volviendo a reproducirse al Cantábrico. Hoy se sabe que las sardinas van apareciendo en superficie (ascendiendo desde aguas más profundas) en función del calentamiento de agua, comenzando por el sur del golfo de Vizcaya (Cantábrico), costas francesas hacia el Norte y, finalmente, en verano en el sur de las islas británicas, dando la sensación de una migración de sur a norte.

### Formas de vida
Se reúnen en cardúmenes o bancos bastante numerosos, normalmente constituidos por varias clases de edad.

## Peligros
La sobrepesca de esta especie está acercándola al peligro de extinción en España y Portugal.